# كرم مالك
كرم ملك هو منزل تاريخي يقع في أصفهان، إيران. تم أخذ هذا المنزل كضريبة من الناس في عهد نادر شاه، وكان لفترة طويلة جزءًا من ممتلكات أحد أثرياء المدينة يُدعى الحاج ملك. وكان هذا الأخير أحد الفرس المقيمين في البحرين الذين هاجروا إلى أصفهان خلال عهد نادر شاه. خلال حكم ناصر الدين شاه، تمّت مصادرة كرم ملك من قبل الملك. وقد أعلن خلفاء ناصر الدين شاه أن كرم ملك أصبح من الممتلكات العامة وجزءًا من الخزانة الوطنية. في عهد محمد علي شاه، تم بناء حسينية في حديقة منزلية تابعة للمنزل، وتم تسليم إدارتها إلى تاجر أصفهاني يُدعى "ملك التجار". وقد تم تدمير أجزاء من مزرعة كرم ومبناه خلال عمليات توسعة المدينة وتطويرها. الأجزاء المتبقية تشمل باحة مركزية وغرفة طعام. يُستخدم كرم ملك في الوقت الحاضر كحسينية، ويتطلب زيارته الحصول على تصريح.